# Gołąbek spękanobrzegi
Gołąbek spękanobrzegi (Russula pseudo-olivascens Kärcher) – gatunek grzybów należący do rodziny gołąbkowatych (Russulaceae).

## Systematyka i nazewnictwo
Pozycja w klasyfikacji według Index Fungorum: Russula, Russulaceae, Russulales, Incertae sedis, Agaricomycetes, Agaricomycotina, Basidiomycota, Fungi.
Po raz pierwszy opisał go w 2002 roku Reinhold Kärcher na ziemi pod brzozami i topolami osikami w Niemczech. Wskazał jego holotyp. Synonimy:
- Russula elaeodes (Bres.) Romagn. ex Bon 1983
- Russula graveolens f. elaeodes (Bres.) Arnolds & P.-J. Keizer 1993
- Russula pseudo-olivascens subsp. squalens Kärcher 2002
- Russula pseudo-olivascens var. squalens (Kärcher) Blanco-Dios 2021
- Russula xerampelina var. elaeodes Bres. 1929

Polską nazwę zarekomendował Władysław Wojewoda w 2003 r. dla synonimu Russula elaeodes.

## Występowanie i siedlisko
Podano stanowiska w Ameryce Północnej i w Europie (w tym na Islandii). W Polsce do 2003 r. podano dwa stanowiska, w późniejszych latach podano wiele następnych. W internetowym atlasie grzybów znajduje się na liście gatunków zagrożonych i wartych objęcia ochroną.
Naziemny grzyb mykoryzowy występujący w lasach liściastych.